# Aniracetam
L'aniracetam è un composto dotato di attività nootropa, appartenente alla famiglia dei derivati pirrolidinonici e alla famiglia dei racetam. La molecola è costituita da due porzioni, la prima pirrolidinonica e la seconda anisica, legate fra loro tramite una struttura imidica. Il farmaco, proposto per attenuare i sintomi della malattia di Alzheimer, si è dimostrato più efficace del piracetam. In Italia è venduto dalla società farmaceutica A. Menarini Industrie Farmaceutiche Riunite con il nome commerciale di Ampamet e dalla società Roche con il nome commerciale di Draganon, in compresse rivestite contenenti 750 mg di principio attivo.

## Farmacodinamica
Come il piracetam ed il levetiracetam, possiede buona affinità per i recettori cerebrali del glutammato (acido glutammico) e in particolare per il recettore AMPA e i recettori metabotropici, di cui stimola e modula la funzionalità.
Il potenziamento indotto da aniracetam della funzione del recettore AMPA favorisce i processi di apprendimento e memorizzazione. 
Il recettore AMPA, infatti, interviene nella fase di mantenimento della risposta neuronale amplificata (Long Term Potentiation – LTP), che è alla base del processo di apprendimento tramite attivazione genica, comportando una vivace sintesi proteica e la formazione di nuove sinapsi.
Il recettore metabotropico risulta coinvolto in diversi processi cellulari, e in particolare comporta un effetto di protezione sulla tossicità indotta da alcuni aminoacidi eccitatori (acido glutammico, acido aspartico).

Le azioni molecolari di aniracetam si basano sulla modulazione dei canali ionici del calcio e su alcune chinasi dipendenti da esso (proteina chinasi C e chinasi dipendente dalla calmodulina; CAMK). 
Sembra che il farmaco agisca tramite una funzionalità "lenta del calcio" piuttosto che di quella veloce ionotropica. Infatti, sperimentalmente, è risultato anche come un inibitore delle correnti ioniche di tipo N(N-type) nei neuroni ipotalamici di ratto.
L'esposizione di astrociti cerebrali animali ad aniracetam li ha protetti da condizioni sperimentali simulate di ischemia, attraverso chinasi dipendenti da mitogeni (MAPKs) e chinasi ad azione trofica ed antiapoptotica (c-Akt).
Aniracetam stimola i sistemi colinergici centrali e testato in alcuni studi condotti su animali ha dimostrato anche attività ansiolitica. Il meccanismo di questa azione sembra risiedere nel coinvolgimento dei sistemi serotoninergici e dopaminergici, da parte della molecola progenitrice e perfino di certi suoi metaboliti attivi. 
Inoltre, ha dimostrato affinità per i recettori D2\D3 dopaminergici, 5-HT2A serotonergico e α7 nicotinico.

## Farmacocinetica
A seguito di assunzione per via orale l'aniracetam viene rapidamente e pressoché completamente assorbito dal tratto gastroenterico.
La contemporanea assunzione di un pasto non influenza la quantità globale di farmaco assorbita ma ne ritarda l'assorbimento. La concentrazione plasmatica di picco (Cmax) viene raggiunta entro 1-2 ore dall'assunzione. 
Nell'organismo il farmaco subisce alcuni processi di metabolizzazione: i maggiori metaboliti sono rappresentati dall'acido 4-p-anisamidobutirrico (ABA), dal 2-pirrolidinone (PD) e dall'acido p-anisico (AA). Molti dei principali metaboliti si caratterizzano per un'attività farmacologica simile al composto progenitore e sono dosabili nel sangue fino a 6-12 ore.

## Usi clinici
Il farmaco trova indicazione, in particolare nei soggetti anziani, nel trattamento dei disturbi dell'attenzione e della memoria, siano essi di origine vascolare o degenerativa, per migliorare l'apprendimento, la memoria, la motivazione, l'attenzione, e l'umore, alleviando la depressione e lo stato ansioso.

## Effetti collaterali e indesiderati
Nel corso del trattamento sono stati segnalati alcuni effetti avversi a carico del tratto digestivo (dispepsia, nausea, vomito, senso di peso epigastrico) oltre a disturbi a carico del sistema nervoso (agitazione psicomotoria, ansia, irrequietezza motoria, insonnia oppure sonnolenza, cefalea, vertigini).

## Controindicazioni
L'aniracetam è controindicato nei soggetti con storia di ipersensibilità o gravi reazioni di ipersensibilità al principio attivo, composti chimicamente correlati oppure ad uno qualsiasi degli eccipienti contenuti nella formulazione farmaceutica.

## Dosi terapeutiche
Nei soggetti adulti il dosaggio usuale è pari a 1.500 mg al giorno, suddivisi in due somministrazioni. Le compresse debbono essere deglutite intere con un bicchiere d'acqua.